# 周欽南
周 欽南（チョウ・ヤムナム、1937年6月19日 - 2013年8月17日）はタイ王国の道教家、超能力者、霊能力者、仙人。チョンブリー県ラチャスラサイ村に居住していた。通称は白龍王（はくりゅうおう）。

## 人物
起源については諸説があり、電気修理屋や自転車修理屋であったという説がある。裕福な家族の出身ではなく、周の祖父の名前は徐金城であり、戦争から逃れるために中華人民共和国広東省潮州市に移動後、苗字を周に変更した。
トニー・レオン、劉欽南、羅志祥など著名人の信者が数多くおり、神託の予言を行い、道を示すとされている。
2010年にインフルエンザになったことが原因で肺炎がひどくなり、2013年8月17日に76歳で死去。

## 超能力
2007年5月4日に周を訪ねた羅志祥に対し「女性関係・性行為を10年間断てば芸能界で長く大活躍できる」と禁欲を告げた後、羅の芸能活動は絶好調となり、収入は台湾人スターの中でトップ3入りを果たした。
しかし2009年にインターネットで出会いを求めていたと報道されており、禁欲5年目の2011年には白龍王の進言を破り、女性と交際開始。その後女性と破局し、2020年4月24日にその女性に浮気や女性問題を暴露された後にスキャンダルとなり、アンチが爆発的に増加し、メディアやテレビ出演などが削除され、報道機関が「今後の芸能活動はあらゆる仕事を失う可能性が大きく、その損失額は13億円」と報道した。